# Solanum linnaeanum

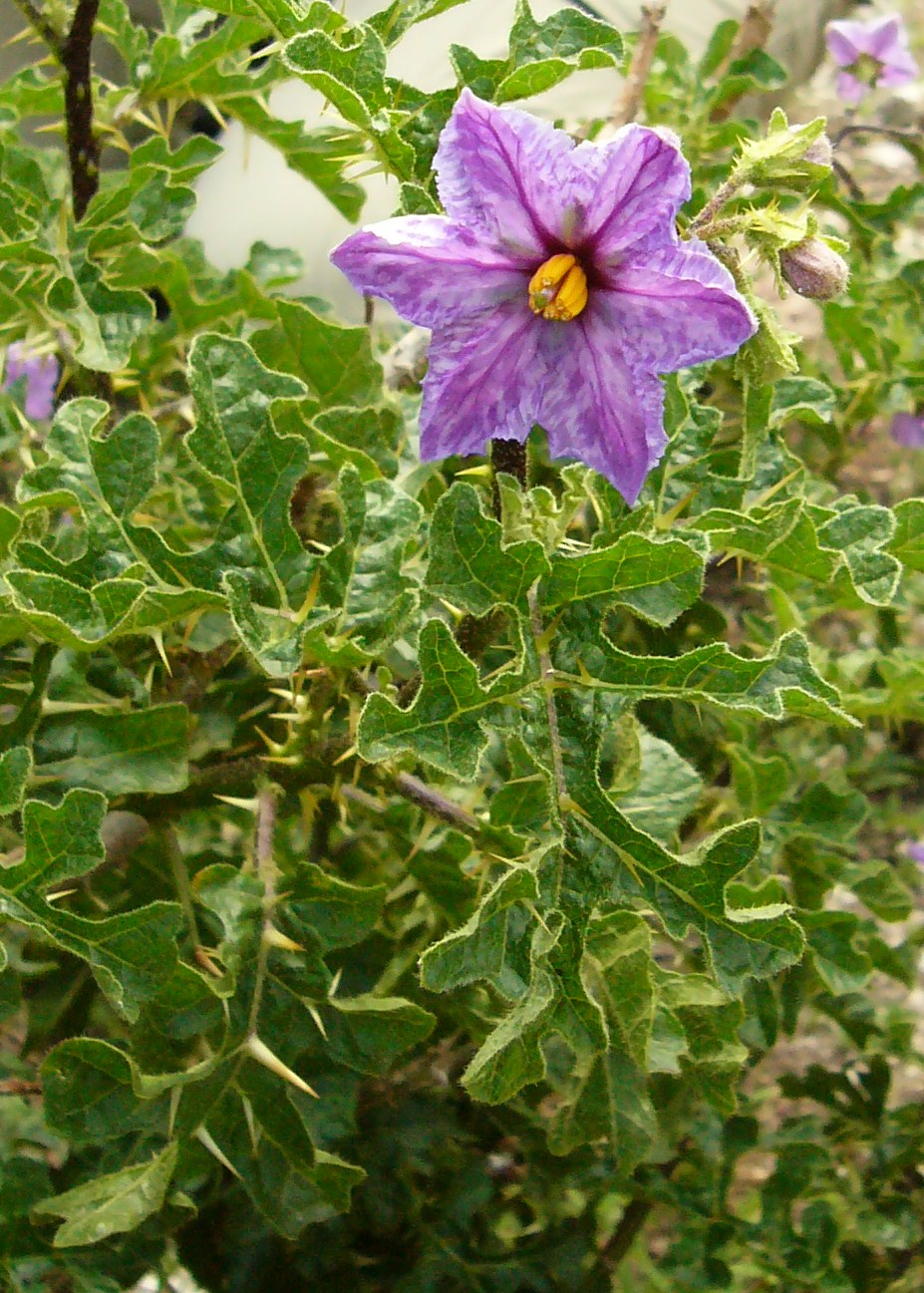
Flor

Solanum linnaeanum o metziner (de pometa) és una planta verinosa semblant a la tomata natural de Sud-àfrica i considerada com una planta invasora a Austràlia i Nova Zelanda. Àmpliament naturalitzada a la Mediterrània i en la península ibèrica.

## Descripció
El metziner de pometa és un arbust espinós de fins a 2,5 m d'altura. Les espines es troben repartides en tots els òrgans de la planta, exceptat en les flors i fruits. Fulles alternes, persistents, pecioladas, amb marge hendido en profunds lòbuls. Flors hermafrodites, pedicelades, solitàries o en inflorescències; 5 sèpals units prop de la base; corol·la de 20 a 30 mm de diàmetre, violeta, amb els 5 pètals soldats; 5 estams amb anteres grogues; un pistil. Fruit carnós, tipus baia, gran -de 3 a 5 cm- groc en la maduresa. Floreix durant tot l'any.

## Hàbitat
En les vores de camins, cases abandonades, runes. Zones costaneres, llocs pedregosos.

## Usos
Planta tòxica. S'utilitza per a la preparació de productes farmacèutics per al tractament de tumors sòlides avançades.

## Taxonomia
Solanum linnaeanum va ser descrita per Heeper & P.-M.L.Jaeger i publicat en Kew Bulletin 41(2): 435. 1986.
Etimologia
Solanum: nom genèric que deriva del vocable llatí equivalent al grec στρυχνος (strychnos) per a designar el Solanum nigrum (l'"Herba mora") —i probablement altres espècies del gènere, inclosa l'albergínia—, ja emprada per Plini el Vell en la seva Historia naturalis (21, 177 i 27, 132) i, abans, per Aulus Cornelius Cels en De Re Medica (II, 33). Podria tenir relació amb el llatí sol. -is, "el sol", pel fet que la planta seria pròpia de llocs un xic assolellats.
linnaeanum: epítet atorgat en honor de Carl von Linné.